# Taça de Honra
La Taça de Honra (en portuguès, "Copa d'Honor") és un torneig de futbol amistós portuguès jugat entre equips de l'Associació de Futbol de Lisboa (AFL). És la tercera competició més antiga de Portugal després dels campionats de Lisboa i Porto. El format ha variat, i abans de la temporada 1959–60, el trofeu es va lliurar sobretot al guanyador del campionat de Lisboa. Posteriorment, es va jugar com a un torneig eliminatori de quatre equips durant la pretemporada, entre els equips de Lisboa millor classificats en campionats disputats la temporada anterior. Després de 20 anys d'inactivitat, la competició va tornar durant dos anys: 2014 i 2015.

## Història
Durant les temporades 1920–21 i 1946–47, l'Associació de Futbol de Lisboa va indexar la conquesta del campionat regional de Lisboa a la conquesta de la Copa d'Honor. Es va decidir que un club que hagués guanyat el campionat autonòmic rebria una Copa d'Honor, encara que no s'hagués jugat la Copa. El 1920–21, el Casa Pia va aconseguir un lloc a la llista de guanyadors (tot i que no van competir) perquè va guanyar el campionat regional. La temporada 1921–22, el SL Benfica va guanyar la copa, però va ser l'Sporting CP qui va aconseguir un lloc a la llista de guanyadors en guanyar el campionat regional.

## Guanyadors
A continuació es mostra una llista de totes les finals de la Copa d'Honor amb els resultats finals, sense la indexació del campionat regional.
| Edició | Temporada | Estadi        | Guanyador            | Finalista          | Final                                                                                       |
| ------ | --------- | ------------- | -------------------- | ------------------ | ------------------------------------------------------------------------------------------- |
| 1r     | 1914–15   | Sete Rios     | Sporting CP          | SL Benfica         | 3–1                                                                                         |
| 2n     | 1915–16   | Stadium       | Sporting CP          | SL Benfica         | 1–0                                                                                         |
| 3r     | 1916–17   | Sete Rios     | Sporting CP          | SL Benfica         | 4–1                                                                                         |
| 4t     | 1917–18   | Stadium       | Império Lisboa Clube | Sporting CP        | 4–3                                                                                         |
| 5è     | 1919–20   | Campo Grande  | SL Benfica           | CIF                | 5–0                                                                                         |
| 6è     | 1921–22   | Campo Grande  | SL Benfica           | Vitória de Setúbal | 3–1                                                                                         |
| 7è     | 1947–48   |               | Sporting CP          |                    | Torneig amb 6 clubs en 10 partits (dues rondes) amb l'SCP guanyador amb 25 punts (6V-3E-1D) |
| 8è     | 1959–60   | E. Nacional   | CF Os Belenenses     | Sporting CP        | 1–0                                                                                         |
| 9è     | 1960–61   | E. Nacional   | CF Os Belenenses     | Atlético CP        | 2–0                                                                                         |
| 10è    | 1961–62   | E. Nacional   | Sporting CP          | SL Benfica         | 3–0                                                                                         |
| 11è    | 1962–63   | Restelo       | SL Benfica           | Atlético CP        | 3–1                                                                                         |
| 12è    | 1963–64   | Restelo       | Sporting CP          | SL Benfica         | 3–0                                                                                         |
| 13è    | 1964–65   | Restelo       | SL Benfica           | CF Os Belenenses   | 7–1                                                                                         |
| 14è    | 1965–66   | Restelo       | Sporting CP          | SL Benfica         | 2–1                                                                                         |
| 15è    | 1966–67   | Restelo       | SL Benfica           | Sporting CP        | 2–0                                                                                         |
| 16è    | 1967–68   | José Alvalade | SL Benfica           | Atlético CP        | 6–0                                                                                         |
| 17è    | 1968–69   | Restelo       | SL Benfica           | Sporting CP        | 3–0                                                                                         |
| 18è    | 1969–70   | Restelo       | CF Os Belenenses     | SL Benfica         | 1–1 (Derrota per córners tirats)                                                            |
| 19è    | 1970–71   | José Alvalade | Sporting CP          | CF Os Belenenses   | 1–0                                                                                         |
| 20è    | 1971–72   | Restelo       | SL Benfica           | CF Os Belenenses   | 4–1                                                                                         |
| 21st   | 1972–73   | Restelo       | SL Benfica           | Atlético CP        | 1–1 (4–2 als penals)                                                                        |
| 22nd   | 1973–74   |               | SL Benfica           |                    | Torneig amb tres partits (una ronda) amb l'SLB guanyador amb 6 punts (3V)                   |
| 23rd   | 1974–75   | Restelo       | SL Benfica           | Sporting CP        | 1–0                                                                                         |
| 24è    | 1975–76   |               | CF Os Belenenses     |                    | Torneig amb 4 partits amb el CFB guanyador amb 7 punts (3V-1E)                              |
| 25è    | 1977–78   | Restelo       | SL Benfica           | Sporting CP        | 0–0 (7–6 als penals)                                                                        |
| 26è    | 1978–79   | Restelo       | SL Benfica           | Sporting CP        | 2–1                                                                                         |
| 27è    | 1979–80   | José Alvalade | SL Benfica           | CF Os Belenenses   | 3–2                                                                                         |
| 28è    | 1981–82   | Restelo       | SL Benfica           | GD Estoril Praia   | 1–0                                                                                         |
| 29è    | 1983–84   | Restelo       | SL Benfica           | CF Os Belenenses   | 1–0                                                                                         |
| 30è    | 1984–85   | Restelo       | Sporting CP          | SL Benfica         | 2–1                                                                                         |
| 31st   | 1985–86   | Restelo       | SL Benfica           | CF Os Belenenses   | 1–0                                                                                         |
| 32nd   | 1987–88   | Luz           | SL Benfica           | Oriental           | 2–0                                                                                         |
| 33rd   | 1989–90   | Restelo       | CF Os Belenenses     | Sporting CP        | 2–1                                                                                         |
| 34è    | 1990–91   | Luz           | Sporting CP          | SL Benfica         | 1–0                                                                                         |
| 35è    | 1991–92   | José Alvalade | Sporting CP          | SL Benfica         | 1–0                                                                                         |
| 36è    | 1993–94   | Restelo       | CF Os Belenenses     | CF Estrela Amadora | 2–1 (després del temps afegit)                                                              |
| 37è    | 2013–14   | Amoreira      | Sporting CP          | GD Estoril Praia   | 3–3 (7–6 als penals)                                                                        |
| 38è    | 2014–15   | Restelo       | Sporting CP          | SL Benfica         | 1–0                                                                                         |

Referències:

## Títols per club
| Club                 | Títols | 2n |
| -------------------- | ------ | -- |
| SL Benfica           | 18     | 11 |
| CP Sporting          | 13     | 8  |
| CF Os Belenenses     | 6      | 6  |
| Império Lisboa Clube | 1      | 0  |
| Atlético CP          | 0      | 4  |
| GD Estoril Praia     | 0      | 2  |
| CF Estrela Amadora   | 0      | 1  |
| Oriental             | 0      | 1  |
| Vitória de Setúbal   | 0      | 1  |
| CIF                  | 0      | 1  |
| Sense final          | -      | 3  |

Font: